# Handley (Cheshire)
Handley – wieś i civil parish w Anglii, w hrabstwie ceremonialnym Cheshire, w dystrykcie (unitary authority) Cheshire West and Chester. W 2011 roku civil parish liczyła 253 mieszkańców. Handley jest wspomniana w Domesday Book (1086) jako Hanlei.